# Jesús Moreno Baca
Jesús Moreno Baca (Parral, Chihuahua, 14 de septiembre de 1893 - Ciudad de México, 19 de enero de 1926) fue un gestor cultural, jurista y político mexicano perteneciente a la Generación de 1915 y uno de los Siete Sabios de México integrantes  fundadores de la Sociedad de Conferencias y Conciertos, fundada para el fomento de la cultura en el ámbito universitario mexicano. Fue miembro del Partido Nacional Cooperatista.

## Trayectoria
Ingresó en la Escuela Nacional de Jurisprudencia —actualmente, la Facultad de Derecho de la Universidad Nacional Autónoma de México (UNAM)— el 22 de abril de 1912 y se licenció como abogado en 1917. Durante su estancia en la Universidad, fue un alumno destacado y miembro fundador de la Sociedad de Conferencias y Conciertos junto con Alfonso Caso, Antonio Castro Leal, Manuel Gómez Morin, Vicente Lombardo Toledano, Teófilo Olea y Leyva y Alberto Vásquez del Mercado, que años después sería conocida bajo el nombre de los Siete Sabios.  
El 11 de enero de 1922 se le designó interinamente como juez primero de lo Penal, cargo por el cual participó en la resolución de varios crímenes que tuvieron gran impacto en la sociedad de la época.
Ángel Gilberto Adame López considera que la biografía de Jesús Moreno Baca resume las perspectivas políticas de la Generación de 1915, al tiempo que “explicita sus fallas, sus apocamientos, sus distancias. El legado de su generación no puede ignorar el destino del Séptimo Sabio, su voz solitaria, su marginado final”.